# Sibyllinae
Sibyllidae era una familia de mantis en el orden Mantodea. Actualmente es considerada una subfamilia, Sibyllinae de la familia Hymenopodidae.

## Descripción
Las hembras a menudo miden unos 5 cm de largo. El cuerpo (protorax) es muy delgado y alargado, con una espina afilada en la espalda. El dorso es verde y tiene forma de hoja, el resto del cuerpo es color marrón. La cabeza tiene un "cuerno" en la frente, este tiene dientes a lo largo del borde. Las antenas son bastante cortas. Las patas medias y traseras tienen pestañas asimétricas en forma de hoja en las articulaciones que refuerzan el camuflaje.

## Géneros
Existen tres géneros reconocidos:
- Leptosibylla
- Presibylla
- Sibylla.